# Parasitaxus ustus
Parasitaxus ustus je parazitický jehličnan z čeledě nohoplodovitých. Je jediným druhem rodu Parasitaxus.

## Výskyt
Roste na jediném místě na světě, v husté zalesněné oblasti Cloud Forest na největším ostrově Grande Terre ve francouzském zámořském území Nová Kaledonie, v nadmořské výšce 400 až 1110 m. Nejčastěji se vyskytuje na zastíněných místech s minimem slunečních paprsků.

## Popis
Parasitaxus ustus je jediná známá parazitická nahosemenná rostlina. Jejím hostitelem je dřevina Falcatifolium taxoides ze stejné čeledě. Parasitaxus ustus je dřevnatý keř nebo malý strom vysoký 100 až 180 cm, je pokrytý krátkými šupinovitými listy, dlouhými asi 2 mm a zbarvenými fialově nebo měďnatě červeně. Vzhledem připomíná miniaturní červenou túji. Jehnědovité samčí "květenství" (šištice) je asi 5 mm dlouhé, konické, na 6 mm dlouhé stopce. Nedužnaté semeno je kulovité, veliké asi 2,5 mm, barvy purpurové.
Listy i výhonky, přestože nejsou zbarveny zeleně, mají chloroplastová tělíska. Fotosyntéza ale nemůže úspěšně probíhat, neboť rostlina není schopna fotosyntetického elektronového transportu. Parazituje přes mykorhizu, odčerpává živiny vyprodukované houbou pro svého hostitele. Někdy se propojuje viditelně svými uzpůsobenými kořeny s dřevem hostitele, přičemž zarůstá přímo do kmene mezi kambium a felogén, odkud bere vodu a živiny. Někteří jedinci vyrůstají zdánlivě s hostitelskou rostlinou nespojeni, po přesazení ale vždy uhynou.
Parasitaxus ustus je vzácná rostlina, která roste v nepřístupných místech a je značně těžké ji v přírodě nalézt. Její životní procesy nejsou zcela prozkoumány. Nejlépe ji lze v tmavém lese objevit, když má dobře viditelná, ještě nezralá světlá semena.

## Ohrožení
Podle "IUCN - Červeného seznamu ohrožených druhů" je Parasitaxus ustus hodnocen jako téměř ohrožený druh.